# Jan Barr

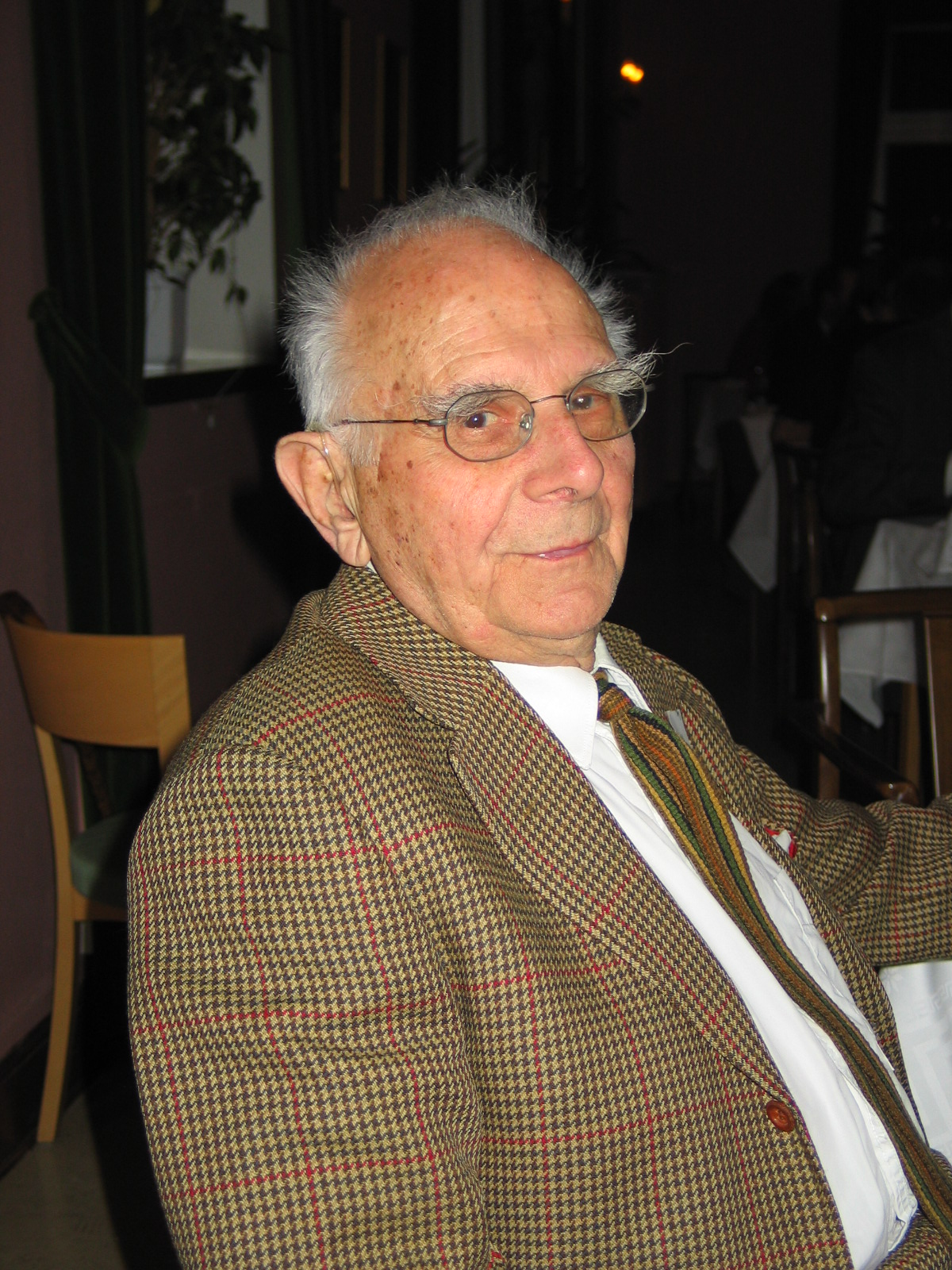
Jan Barr i april 2004

Jan Olov Engelbrekt Barr, född 9 september 1914 i Stockholm, död 17 juni 2010 i Örebro, var en svensk läkare verksam inom området infektionssjukdomar.
Efter studentexamen i Stockholm och medicinstudier i Uppsala avlade Jan Barr medicine licentiat-examen 1942. Efter tjänstgöringar på Kronprinsessans Lovisas barnsjukhus och Österåsens sanatorium inriktade han sig på att bli verksam inom området epidemisjukdomar, idag kallat infektionssjukdomar. Under specialistutbildningen tjänstgjorde han vid Stockholms epidemisjukhus, medicinkliniken i Skellefteå och vid Sachsska barnsjukhuset.
År 1951 tillträdde Jan Barr en överläkartjänst vid Epidemisjukhuset, Örebro. Där var han verksam till 1963, när sjukhuset lades ner, och utnämndes då till överläkare och chef för den nyinrättade infektionskliniken vid Regionsjukhuset, dagens Universitetssjukhuset, Örebro. Denna klinik byggdes upp av Jan Barr och hans medarbetare. Under 1950-talet var han starkt engagerad i behandling och vård av patienter med polio. Han tillskapade också en av landets första serumbanker.
Barr var verksam som sekreterare inom Svenska epidemiologföreningen, senare Svenska infektionsläkarföreningen, åren 1954–1963. För sina insatser iinom området infektionssjukdomar belönades han med Nordstjärneorden. Han utnämndes även till hedersdoktor vid Karolinska institutet år 1972.
Efter pensioneringen år 1981 stannade Jan Barr kvar i Örebro. Ett av hans fritidsintressen var golf. Barr är begravd på Uppsala gamla kyrkogård.